# Jolanda Plank
Jolanda Plank (Vipiteno, 14 giugno 1958) è un'ex sciatrice alpina italiana.

## Biografia
Jolanda Plank, originaria di Vipiteno, proviene da una famiglia di grandi tradizioni nello sci alpino: è sorella di Herbert e zia di Andy, a loro volta atleti di alto livello. Ai XII Giochi olimpici invernali di Innsbruck 1976, sua unica presenza olimpica, si classificò 25ª nella discesa libera; ai campionati italiani è stata campionessa nella discesa libera nel 1975, nel 1976 e nel 1980. Non ottenne piazzamenti in Coppa del Mondo.

## Palmarès

### Campionati italiani
- 4 medaglie[3]:
  - 3 ori (discesa libera nel 1975; discesa libera nel 1976; discesa libera nel 1980)
  - 1 bronzo (slalom gigante nel 1977)